# Karabinek StG45(M)
Sturmgewehr 45(M), StG45(M) – prototypowy niemiecki karabinek automatyczny opracowany jako następca StG44.

## Historia
Pomimo wprowadzenia do uzbrojenia karabinka automatycznego StG44 w III Rzeszy nie przerwano prac nad dalszym rozwojem tego rodzaju broni.
Pracami nad nowym, prostszym i tańszym karabinkiem automatycznym zajmowała się także firma Mauser-Werke z Oberndorfu. Pierwsze projekty w zakładach Mausera powstały jeszcze przed przyjęciem StG44 do uzbrojenia. Latem 1943 roku zbudowano pierwszy prototyp oznaczony jako Gerät 06. Był to skonstruowany przez Ernsta Altenburgera i Ludwiga Vorgrimlera karabinek automatyczny działający na kombinowanej zasadzie wykorzystania energii gazów prochowych odprowadzanych przez boczny otwór lufy wspomagających odrzut zamka półswobodnego. Próby wykazały, że taka zasada działania automatyki zmniejsza niezawodność broni. Dodatkowo przy strzelaniu seriami Gerät 06 wpadał w drgania zwiększające rozrzut.

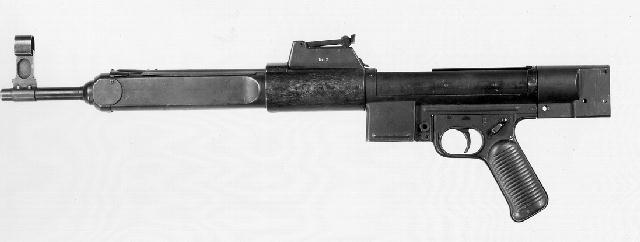
Gerät 06(H), wczesny prototyp z 1943 r.

Drugi prototyp Gerät 06 2 działał już na zasadzie odrzutu zamka półswobodnego. Jednak nadal nie udało się poprawić niezawodności broni. Dopiero zastosowanie skonstruowanego od nowa przez Vorgrimlera zamka w prototypie Gerät 06(H) przyniosło zdecydowaną poprawę.
W lecie 1944 roku odbyły się próby nowego karabinka przez Erprobungstelle Heer z Kummersdorfu. Próby wykazały, że nowy karabinek nie ustępuje StG44, a według obliczeń będzie znacznie mniej koszto- i materiałochłonny. W celu przeprowadzenia ostatecznych testów zamówiono w Mauser-Werke 30 karabinków (partia prototypowa) do dalszych prób. Gerät 06 H otrzymał także oficjalne wojskowe oznaczenie Sturmgewehr 45(M) (litera M oznaczała zakłady Mausera) w skrócie StG45(M).
Klęski III Rzeszy i alianckie bombardowania sprawiły, że do zajęcia Oberndorfu 20 kwietnia 1945 roku gotowych było tylko kilka egzemplarzy StG45(M). Po wojnie pojedyncze egzemplarze tego karabinka trafiły do USA i Wielkiej Brytanii.

## Opis konstrukcji
Karabinek StG45(M) był indywidualną bronią samoczynno-samopowtarzalną. Zasada działania oparta na odrzucie zamka półswobodnego. Opóźnienie otwarcia zamka zapewniały dwie symetryczne rolki. Mechanizm spustowy kurkowy umożliwia strzelanie ogniem pojedynczym i seriami. Dźwignia przełącznika rodzaju ognia po lewej stronie broni pełniła także rolę bezpiecznika. Zasilanie z dwurzędowych magazynków łukowych o pojemności 30 naboi (magazynki zamienne z magazynkami StG44). Otwarte przyrządy celownicze składały się z muszki i celownika krzywkowego ze szczerbiną. Kolba drewniana stała.